# 島津久宝 (豊州家)
島津 久宝（しまづ ひさたか、久寶とも、享和元年正月24日（1801年3月8日）- 明治6年（1873年）1月14日）は、幕末の薩摩藩家老。別称・直次郎、愛次郎、藤次郎（藤十郎とも）式部、主計。号して豊山。

## 家系
島津久豊の三男季久を祖とする一所持・島津豊州家の15代目、島津久長（丹波）の子で父も家老を務めていた。母は島津久大の娘。通称「豊後」は先祖代々の官名であり家名でもある。薩摩国黒木郷（現鹿児島県薩摩川内市祁答院黒木）を領した。室は山岡久宝の娘カネ。子に島津久典。

## 経歴
島津久風が隠居すると出水郷地頭を兼務する。
天保5年（1834年）家督を継承。島津斉彬に仕え、天保10年（1840年）家老となり、勝手方と琉球方掛を任じられ、弘化2年（1845年）には城代家老となった。安政5年（1858年）斉彬が没すると、前藩主島津斉興の指示で家老島津久徴を罷免し、斉彬の近代化政策を逆行するように保守的な政策を実行した。また勤王家月照の保護を拒否したため、月照を匿っていた西郷隆盛は責任を感じ、共に入水自殺を図った。これらの政策により志士たちの反感を買ったという。
安政6年（1859年）斉興が没し、藩主忠義の実父島津久光が実権を握ると、久光は斉彬の政策を復旧させようとしたため、久宝は罷免され、失脚した。

## 人物など
生没年月日ともに異説があり、誕生日を正月29日、没年月日を明治6年1月17日とするものもある。
芳即正の『島津斉彬』（吉川弘文館）では島津斉彬の目の上のたんこぶ的な存在であったとしている。また西郷隆盛は斉彬生存中に久宝の解任を斉彬に進言したことが山田尚二の『詳説西郷隆盛年譜』（西郷南州顕彰会）にある。

## 登場作品
テレビドラマ
- 『翔ぶが如く』（1990年、NHK大河ドラマ、演：村松克己）
- 『篤姫』（2008年、NHK大河ドラマ、演：中山克己→浅沼晋平）